# Clion (Charente-Maritime)
Clion – miejscowość i gmina we Francji, w regionie Nowa Akwitania, w departamencie Charente-Maritime.
Według danych na rok 1990 gminę zamieszkiwały 743 osoby, a gęstość zaludnienia wynosiła 47 osób/km² (wśród 1467 gmin regionu Poitou-Charentes Clion plasuje się na 410. miejscu pod względem liczby ludności, natomiast pod względem powierzchni na miejscu 549.).